# جهاز مشروعات الخدمة الوطنية للقوات المسلحة (مصر)
جهاز مشروعات الخدمة الوطنية للقوات المسلحة هو أحد الأجهزة التابعة للقوات المسلحة المصرية، أنشأ بقرار رئيس جمهورية مصر العربية محمد أنور السادات رقم 32 بتاريخ 15 يناير 1979، بغرض إنشاء مشاريع هادفة للربح ومثل الجهاز بداية النشاط الاقتصادي للقوات المسلحة المصرية، يمتلك ويُساهم الجهاز في أكثر من 40 شركة في مجالات متعددة، وتتوزع الملكية ما بين ملكية كاملة أو مساهمة بنسب مختلفة في رأس المال، يهدف الجهاز إلى تحقيق الاكتفاء الذاتي النسبي من الإحتياجات الرئيسية للقوات المسلحة لتخفيف أعباء تدبيرها عن كاهل الدولة مع طرح فائض الطاقات الإنتاجية بالسوق المحلى والمعاونة في مشروعات التنمية الاقتصادية بالدولة من خلال الاستثمار في المجالات الاستراتيجية، والتعاون مع أجهزة الدولة والقطاع الخاص في إقامة المشروعات الاقتصادية.

## الشركات التابعة والمشتركة
يمتلك ويُساهم الجهاز في حوالي 40 شركة تعمل في مجالات مختلفة هي:

### الصناعات الثقيلة والمتخصصة
- النصر للكيماويات الوسيطة (1982).[6]
- العربية العالمية للبصريات (مساهم بنسبة 51%).[7]
- مصنع إنتاج مشمعات البلاستيك (1993).[8]
- الوطنية للأسمنت ببني سويف (2018).[9]
- العريش للأسمنت (2010).[10]
- الوطنية للبطاريات (2015).[11]
- صلب مصر "السويس للصلب" (مساهم بنسبة 82%).[12]
- حديد المصريين (مساهم بنسبة 82%).[13]

### التوريدات والصناعات الغذائية
- مجمع إنتاج البيض المتكامل (1984).[14]
- الوطنية لإنتاج وتعبئة المياه الطبيعية "صافي" (1996).[15]
- الوطنية للصناعات الغذائية "سينا" (1996).[16]
- سايلو مصر للصناعات الغذائية [17][18]
- مصر العليا للتصنيع الغذائي "الفراعنة".[19]
- مكرونة كوين (2008).[20]
- الوطنية للتبريدات والتوريدات (2015).[21]
- قها وإدفينا للصناعات الغذائية المتطورة (مساهم بنسبة 50%)[22]

### الإنتاج الزراعي والحيواني
- قطاع الأمن الغذائي (1983).[23]
- الوطنية لاستصلاح وزراعة الأراضي (1998).[24]
- الوطنية للثروة السمكية والأحياء المائية (2015).[25]
- قطاع أنشاص الزراعي.
- الوطنية للزراعات المحمية (2016).[26]
- الوطنية للإنتاج الحيواني.[27]
- قطاع الدلتا الإقليمي.[28]
- المملكة للتنمية الزراعية - مصر (كادكو) [29]

### البترول والثروة المعدنية
- شلاتين للثروة المعدنية (مساهم بنسبة 34%).[30]
- الوطنية المصرية لاستكشاف وتنمية البترول (2016).[31]
- المصرية للرمال السوداء (مساهم بنسبة 61%).[32]
- شركة البحر الأحمر الوطنية للتكرير و البتروكيماويات (مساهم بنسبة 40%)[33]
- الوطنية لبيع وتوزيع المنتجات البترولية (1993).[34]
- المصرية للتعدين وإدارة واستغلال المحاجر والملاحات.[35]
- الوطنية المصرية للرخام والجرانيت (2015).[36]

### الإنشاءات والأعمال الهندسية
- الوطنية للمقاولات العامة والتوريدات (1995).[37]
- الوطنية المصرية للتطوير والتنمية الصناعية[38]
- الوطنية لإنشاء وتنمية الطرق (2002).[39]
- العاصمة الإدارية للتنمية العمرانية (مساهم بنسبة 29.4%).

### السياحة
- دهب للسياحة (1986).[40]
- الوطنية للفنادق والخدمات السياحية "توليب".[41]

### استثمارات متنوعة
- النصر للخدمات والصيانة «كوين سيرفيس» (1988).[42]
- الوطنية لاستثمارات سيناء (مساهم بنسبة 42.86%).[43]
- الوطنية للمعارض والمؤتمرات الدولية (2017).[44]
- الوطنية لخدمات الاتصالات (2019).[45]

### جهاز مجمع الإصدارات المؤمنة والذكية
أنشئ جهاز مجمع الإصدارات المؤمنة والذكية طبقاً لقرار رئيس الجمهورية رقم 232 لسنة 2021.

## مديري الجهاز
- لواء / مجدي أنور.[47]
- لواء / وليد أبو المجد.[48]
- لواء / مصطفى أمين.[49]
- لواء / منير لبيب.[50]
- لواء / وصفي محمود.[51]
- لواء / طه بدوي.[52]
- لواء / نادر قورة.[53]
- لواء / نبيل الدوي.[54]
- لواء / سيد مشعل.[55]
- لواء / عادل السمادوني.[56]
- لواء / مصطفى سماحة.[57]

## وصلات خارجية
- الموقع الرسمي للجهاز.